# Chlum (tvrz)
Tvrz v Chlumu, který je místní částí Křemže, okres Český Krumlov, je kulturní památka České republiky s názvem „Tvrz se sýpkou, Chlum“. Památková ochrana byla vyhlášena dne 3. května 1958.
Tvrz byla založena ve 13. století. První písemná zmínka o Chlumu pochází z roku 1279, kdy byl majitelem vsi Beneš z Chlumu, který pocházel z rodu pánů ze Strakonic. Dochované jádro tvrze pochází z přelomu 15. a 16. století. Od roku 1547  patřil chlumský statek Častolarům z Dlouhé Vsi. V roce 1668 koupil Chlum s Křemží Jan Kristián I. z Eggenbergu; po vymření všech mužských potomků rodu Eggenbergů přešlo celé panství pod rod Schwarzenbergů. Na počátku 18. století byla tvrz upravena na sýpku s tím, že téměř kolmo byla přistavena barokní budova sýpky.
Tvrz má četné renesanční klenby a částečně zachovalou renesanční výzdobu fasády. Krov je barokní.